# Gestão de qualidade
A gestão de qualidade assegura que uma organização, produto ou serviço seja consistente. Ela possui quatro componentes principais: planeamento de qualidade, garantia de qualidade, controle de qualidade e melhoria da qualidade. A gestão de qualidade está centrada não só na qualidade do produto e do serviço, mas também nos meios para alcançá-la. A gestão de qualidade, portanto, utiliza a garantia e o controle de qualidade dos processos, bem como dos produtos, para alcançar uma qualidade mais consistente. O que um cliente quer e está disposto a pagar por isso determina a qualidade. É um compromisso escrito ou não escrito para com um consumidor conhecido ou desconhecido no mercado. Assim, a qualidade pode ser definida como adequação ao uso pretendido ou, por outras palavras, como o produto desempenha bem a sua função pretendida.

## Evolução
A gestão de qualidade é um fenômeno recente porém importante para uma organização. Civilizações que apoiavam as artes e criações permitiram que clientes escolhessem  bens de maior qualidade a outros bens. Em sociedades onde artes e artesanatos são responsabilidades de mestres artesãos ou artistas, estes iriam liderar suas oficinas,  treinar e supervisionar outros. A importância dos artesãos diminuiu conforme  a produção em massa e trabalho repetitivo foram instituídos. O objetivo era produzir grandes números dos mesmos bens. O primeiro proponente nos EUA  desta abordagem foi  Eli Whitney quem propôs a produção de partes substituíveis para mosquetes, então produzindo os componentes idênticos e criando uma linha de montagem. Mais evoluções foram feitas por várias pessoas incluindo Frederick Winslow Taylor, um engenheiro mecânico que procurou melhorar a eficiência industrial. Muitas vezes ele é chamado de “o pai da gestão científica.”Frederick foi um dos líderes intelectuais do Movimento da Eficiência e parte da sua abordagem levou posteriormente à fundação para gestão de qualidade, incluindo aspectos como a padronização e a adoção de práticas melhoradas. Henry Ford também foi importante em trazer processos e práticas na operação em suas linhas de produção. Na Alemanha, Karl Benz, comumente chamado de inventor do carro a motor, estava seguindo práticas de produção similares, apesar da produção em massa ter sido propriamente iniciada na Volkswagen após a Segunda Guerra Mundial. Deste período em diante, empresas Norte Americanas focaram predominante na produção de menor custo e com maior eficiência.
Walter A. Shewhart teve uma grande importância na evolução para a gestão de qualidade criando um método para controle de qualidade para produção, usando métodos estatísticos, primeiro proposto em 1924; O que se tornou a fundação para seu então trabalho em controle de qualidade estatístico. W. Edwards Deming posteriormente aplicou métodos de controle de processo estatístico nos Estados Unidos durante a Segunda Guerra Mundial, melhorando a qualidade na manufatura de munições e outros produtos estrategicamente importantes.
A liderança de qualidade por uma perspectiva nacional mudou com o passar das décadas. Após a segunda guerra mundial, o Japão decidiu fazer da melhora da qualidade uma obrigação nacional como parte da reconstrução da sua economia, e procurou ajuda de Shewhart, Deming and Juran, entre outros. W. Edwards Deming defendeu as ideias de Shewhart a partir de 1950. Ele é provavelmente mais conhecido pela sua filosofia de gestão, estabelecendo qualidade, produtividade e posição competitiva. W. Edwards tem formulado 14 pontos de atenção para gestores, que são uma abstração de alto nível de vários de seus profundos insights. Eles deveriam ser interpretados aprendendo e entendendo as percepções mais profundas. Estes 14 pontos incluem conceitos chave como:
- Quebrar barreiras entre departamentos
- Gestores deveriam aprender suas responsabilidades e liderar
- Supervisão deve ser feita para ajudar pessoa e máquinas fazer um trabalho melhor
- Constantemente melhorar o sistema de produção e serviço
- Instituir um programa vigoroso de educação e auto evolução

Nos anos 1950 e 1960, os bens japoneses eram sinônimos de coisa barata e de baixa qualidade, mas com o tempo suas iniciativas de qualidade começaram a ser bem sucedidas com o Japão alcançando níveis de qualidade alto a partir dos anos 1970. Por exemplo, carros japoneses regularmente atingem o topo do ranking de satisfação do consumidor, J.D. Power. Nos anos 1980, a Companhia de Motores Ford pediu à Deming para começar uma iniciativa de qualidade depois deles perceberem que estavam ficando para trás de manufatureiros japoneses. Um número de iniciativas de qualidade bem sucedidas foi inventado pelos japoneses (veja exemplos nas páginas: Genichi Taguchi, QFD, Toyota Production System). Muitos dos métodos não só oferecem técnicas mas também têm cultura de qualidade associada (i.e. fatores de pessoas). Estes métodos agora são adotados pelos mesmos países ocidentais que décadas atrás ridicularizaram métodos japoneses.
Consumidores reconheceram que qualidade é um atributo importante nos produtos e serviços. Fornecedores reconhecem que qualidade pode ser um diferenciador importante entre suas mercadorias e as de competidores  (diferenciação de qualidade também é chamada em inglês de quality gap). Nas duas décadas passadas, essa diferença tem sido enormemente diminuída entre produtos e serviços competitivos. Isto é parcialmente devido à terceirização da produção, a países como China e Índia, assim como a internacionalização entre troca e competição. Estes países, entre vários outros, têm aumentado seus padrões de qualidade para atingir padrões internacionais e a demanda de consumidores. A série ISO 9000 de padrões é provavelmente o melhor padrão de qualidade reconhecido internacionalmente pela gestão de qualidade.
Satisfação de Consumidores (Customer satisfaction) é a espinha dorsal da gestão de qualidade, consolidar uma empresa de um milhão de dólares sem  tomar conta das necessidades do consumidor irá diminuir seu lucro.
Alguns temas têm se tornado mais significativos, incluindo cultura de qualidade, a importância da gestão do conhecimento e o papel da liderança em promover e atingir alta qualidade.  Disciplinas como pensamentos de sistema estão trazendo abordagens mais holísticas para qualidade, assim pessoas, processos e produtos são considerados juntos ao invés de fatores independentes em gestão de qualidade.
Agências do governo e organizações industriais que regulam produtos têm reconhecido, que cultura de qualidade pode ajudar empresas a produzir esses produtos.
A influência do pensamento de qualidade tem se espalhado para aplicações não tradicionais além da manufatura se estendendo em setores de serviço e em áreas como vendas, marketing e serviço do consumidor.

## Princípios
Uma série de princípios de gestão é adotado pela norma internacional de gestão de qualidade (ISO 9001), e podem ser usados pela alta administração para orientar suas organizações em direção a um melhor desempenho.

### Foco no cliente
O foco principal da gestão de qualidade é atender ao requisitos do cliente, e dessa forma, se esforçar para superar as expectativas deste.
Justificativa
O sucesso sustentado é alcançado quando uma organização atrai e mantém a confiança dos clientes e outras partes interessadas das quais depende. Cada aspecto da interação com o cliente proporciona uma oportunidade de criar mais valor para o mesmo. A compreensão das necessidades atuais e futuras dos clientes e outras partes interessadas contribui para o sucesso sustentado de uma organização.

### Liderança
Em todos os níveis de uma organização os líderes estabelecem propósitos e direções com intuito de criar condições nas quais as pessoas fiquem engajadas em alcançar os objetivos voltados para a qualidade da organização. A liderança deve assumir a responsabilidade pelas mudanças necessárias exigidas para a melhoria da qualidade, além de estimular um senso de importância da qualidade em toda a organização.
Justificativa
A criação de unidades de propósito, direção e engajamento de pessoas permite com que uma organização alinhe suas estratégias, políticas, processos e recursos para atingir seus objetivos

### Engajamento de pessoas
Pessoas competentes, que são capacitadas e engajadas em todos os níveis da organização são essenciais para aprimorar essa capacidade de criar e entregar valor.
Justificativa
Para gerir uma organização de forma eficiente e eficaz, é importante envolver pessoas de todos os níveis e respeitá-las como indivíduos. O reconhecimento, a capacitação e o aprimoramento da competência facilitam o engajamento das pessoas no cumprimento dos objetivos de qualidade da organização.

### Processo de abordagem
Para se alcançar resultados consistentes e previsíveis de forma mais eficiente e eficaz é necessário que as atividades sejam compreendidas e gerenciadas como processos inter-relacionados que funcionam como um sistema coerente.
Justificativa
O sistema de gestão de qualidade é representado por processos inter-relacionados. Compreender como os resultados são produzidos por este sistema permite que uma organização otimize o sistema e seu desempenho.

### Melhoria
O foco de organizações bem sucedidas é a melhoria contínua.
Justificativa
Para que uma organização mantenha seus níveis de desempenho é necessário que ocorram melhorias, reaja às mudanças em suas condições internas e externas e crie novas oportunidades.

### Tomada de decisão baseada em evidências
Os resultados desejados possuem chances maiores de acontecerem se as decisões forem baseadas na análise e avaliação de dados e informações.
Justificativa
A tomada de decisão pode ser um processo complexo e sempre envolve alguma incerteza. Frequentemente, envolve diversos tipos e fontes de entradas, bem como sua interpretação, que pode ser subjetiva. É importante compreender as relações de causa e efeito e as possíveis consequências indesejadas que possam vir a aparecer. Fatos, evidências e análise de dados levam a uma maior objetividade e credibilidade na tomada de decisões.

### Gestão de relacionamento
Para o sucesso sustentado, uma organização gerencia seus relacionamentos com as partes interessadas, como seus fornecedores, os varejistas.
Justificativa
O desempenho de uma organização e de seus setores são influenciados pelas partes interessadas. O sucesso sustentado é mais provável de ser alcançado quando a organização gerencia seus relacionamentos com todas as suas partes interessadas, para otimizar seu impacto sobre seu desempenho. A gestão do relacionamento com suas redes de fornecedores e parceiros é de particular importância.

## Crítica
A cientista social Bettina Warzecha (2017) descreve os conceitos centrais da gestão de qualidade (GQ), como: orientação de processo, controlabilidade e zero defeitos como mitos modernos. Ela demonstra que processos sem erro e a ilusão associada de controlabilidade envolve o problema epistemológico de autorreferencialidade. A ênfase no processo em GQ também ignora a artificialidade e portanto a arbitrariedade da diferença entre estrutura e processo. Acima de tudo, a complexidade da gestão não pode ser reduzida a procedimentos matemáticos padrões. De acordo com ela, os riscos e efeitos colaterais negativos da GQ são geralmente maiores que os benefícios (veja também brand eins, 2010).

## Melhoria da qualidade e mais

O ciclo PDCA

Existem muitos métodos de melhora de qualidade. Esses abrangem melhora do produto, melhoria de processo e melhora baseada em pessoas. Na lista a seguir há métodos de gestão de qualidade e técnicas que incorporam e guiam a melhoria de qualidade:
1. ISO 9004:2008 — guia de melhoria de performance. 2.    ISO 9001:2015 - um sistema de gestão de qualidade certificado para organizações que querem provar sua habilidade de consistentemente prover produtos e serviços que atendam as necessidades dos consumidores e outros aplicadores financeiros.[19]  3.    ISO 15504-4: 2005 — tecnologia da informação — avaliação de processo  — Parte 4: guia em uso para melhoria de processo e determinação de capacidade de processo.  4.    QFD — implantação de função de qualidade, também conhecido como a casa da abordagem de qualidade.  5.    Kaizen — 改善, mudar para melhor em japonês; o termo comum em inglês é continuous improvement.  6.     Zero Defect Program — criado por NEC Corporation of Japan, baseada em controle de processos estatísticos e uma das entradas para os inventores do Sexto Sigma.  7.    Six Sigma — 6σ, Six Sigma combina métodos estabelecidos como controle de processos estatísticos, design de experimentos e modo de falha e análise de efeitos (FMEA) em um sistema como um todo.  8.    PDCA — planejar, fazer, verificar, agir no ciclo de ações para fins de controle de qualidade. (Método Six Sigma DMAIC (definir, medir, analisar, melhorar e controlar) pode ser visto como uma implementação particular disto.)  9.    Quality circle — uma abordagem em grupo para melhoria.  10.  Taguchi methods — método estatístico orientado incluindo robustez de qualidade, funçao de perda de qualidade e especificações de meta.  11.  The Toyota Production System — processado no oeste para lean manufacturing.  12.  Kansei Engineering — uma abordagem que foca em capturar feedback emocional de consumidores sobre produtos para guiar a melhoria.   13.  TQM — Gestão de Qualidade Total é a estratégia de gestão focada em combinar noção de qualidade em todos os processos organizacionais. Primeiramente promovido no Japão com o Deming prize que foi adotado e adaptado nos EUA como o Malcolm Baldrige National Quality Award e na Europa como o European Foundation for Quality Management award (cada um com suas próprias variações).  14.  TRIZ — "teoria da solução inventiva de problema"  15.  BPR — business process reengineering, abordagem de gestão focando na otimização de fluxo de trabalho e processos com uma organização.  16.  OQRM — Qualidade orientada a objetos e gestão de risco, um modelo de gestão de qualidade e risco.[20]  17. Top Down & Bottom Up Approaches—  Abordagem de liderança para mudança[21]

Proponentes de cada abordagem tem procurado melhorá-los assim como aplicá-los a pequenos, médios e grandes ganhos.  Simples é a abordagem do processo, que forma a base da ISO 9001:2008 padrão do sistema de gestão de qualidade, pontualmente guiados pelos “Oito Princípios da Gestão de Qualidade”, abordagem de processos sendo um deles. Thareja escreve sobre o mecanismo e benefícios: “O processo pode ser limitado em palavras mas não em sua aplicabilidade. Enquanto ele preenche o critério de ganhos a todo o redor: em termos de competências aumentadas pelos participantes; a organização procura direções novas para o sucesso dos negócios, a imagem individual de ambos, a organização e as pessoas, por vez, aumenta. As competências que são até aqui colocadas como menores, são melhores reconhecidas como agora aclamadas por serem mais potentes e fértil”. As ferramentas mais complexas de melhoria de qualidade são usadas por tipos de empresas que geralmente não são o objetivo. Por exemplo, Six Sigma foi desenhada por manufatura porém tem expandido para empresas de serviços. Cada uma dessas abordagens e métodos têm tido sucesso, mas também com falhas.
Alguns dos diferenciais mais comuns entre sucesso e falha incluem comprometimento, conhecimento e expertise para guiar a melhoria, escopo da mudança/melhoria (Mudanças de tipo de Big Bang tendem a falhar com mais frequência em comparação com mudanças menores) e adaptação a culturas de empresas. Por exemplo, círculos de qualidade não funcionam bem com toda empresa (são inclusive desencorajados por alguns gestores), e relativamente poucas empresas participantes de TQM têm ganhado prêmios de qualidade nacional.
Há falhas da BPR publicadas, assim como SIX Sigma. Empresas então precisam considerar cuidadosamente qual melhoria de qualidade adotar, e certamente nao deveriam adotas todas aquelas aqui listadas.
É importante subestimar os fatores de pessoas, como cultura, ao selecionar uma abordagem de melhoria de qualidade. Qualquer mudança leva tempo para ser implementada, ganhar aceitação e estabilizar como prática aceita. Melhoria deve permitir pausar entre novas mudanças para que assim a mudança esteja estabilizada e acessada como uma melhoria real antes da próxima mudança acontecer.
Melhorias que mudam a cultura demoram mais, uma vez que precisam superar uma maior resistência à mudança. É mais fácil e muitas vezes mais eficaz trabalhar dentro dos limites culturais existentes e fazer pequenas melhorias (isso é 'Kaizen') do que fazer grandes mudanças transformacionais. O uso de Kaizen no Japão foi uma das maiores razões para a criação da força econômica e industrial japonesa.
Por outro lado, a mudança transformacional funciona melhor  quando uma empresa enfrenta uma crise e precisa  fazer grandes mudanças para sobreviver. No Japão, a terra do Kaizen, Carlos Ghosn liderou uma mudança transformacional na Companhia Nissan Motor durante uma crise financeira e operacional. Programas de melhoria de qualidade bem organizados levam  todos esses fatores  em consideração  ao selecionar os métodos de melhoria de qualidade.

## Normas de qualidade

### Normas da ISO
A Organização Internacional de Normalização (International Organization for Standardization - ISO) criou as normas do Sistema de Gestão de Qualidade (Quality Management System - QMS) em 1987. Eram as séries de normas ISO 9000:1987, compreendendo as normas ISO 9001:1987, ISO 9002:1987 e ISO 9003:1987; que eram aplicáveis em diferentes tipos de indústrias, com base no tipo de atividade ou processo: concepção, produção ou prestação de serviços.
As normas são revistas no intervalo de poucos anos pela Organização Internacional de Normalização. A versão em 1994 foi chamada a série ISO 9000:1994; consistindo nas versões ISO 9001:1994, 9002:1994 e 9003:1994.
A última grande revisão foi no ano 2000 e a série foi chamada série ISO 9000:2000. As normas ISO 9002 e 9003 foram integradas numa única norma certificável: ISO 9001:2000. Depois de Dezembro de 2003, as organizações detentoras das normas ISO 9002 ou 9003 tiveram de completar uma transição para a nova norma.
A ISO lançou uma pequena revisão, ISO 9001:2008 em 14 de outubro de 2008. Esta não continha novos requisitos. Muitas das alterações foram para melhorar a coerência gramatical, facilitando a tradução da norma para outras línguas para utilização por mais de 950.000 organizações certificadas nos 175 países (em dezembro de 2007) que utilizam a norma.
O documento ISO 9004:2009 fornece diretrizes para a melhoria do desempenho para além da norma básica (ISO 9001:2000). Esta norma fornece um quadro de medição para uma melhor gestão de qualidade, semelhante e baseado no quadro de medição para avaliação do processo.
As normas do Sistema de Gestão de Qualidade criadas pela ISO destinam-se a certificar os processos e o sistema de uma organização, não o produto ou serviço em si. As normas ISO 9000 não certificam a qualidade do produto ou serviço.
Em 2005, a Organização Internacional de Normalização lançou uma norma, ISO 22000, destinada à indústria alimentar. Esta norma cobre os valores e princípios da ISO 9000 e das normas HACCP. Dá uma única norma integrada para a indústria alimentar e espera-se que se torne mais popular nos próximos anos nessa indústria.
A ISO também lançou normas para outras indústrias. Por exemplo, a ISO/TS 16949 define requisitos para além dos da ISO 9001:2008, especificamente para a indústria automóvel.
A ISO tem uma série de normas que apoiam a gestão de qualidade. Um grupo descreve processos (incluindo ISO/IEC 12207 e ISO/IEC 15288) e outro descreve a avaliação e melhoria de processos ISO 15504.

### Métodos CMMI e IDEAL
O Instituto de Engenharia de Software tem os seus próprios métodos de avaliação e melhoria de processos, chamado CMMI (Capability Maturity Model Integration) e IDEAL, respectivamente.
O Capability Maturity Model Integration (CMMI) é um programa de formação e avaliação de melhoria de processos e serviços administrados e comercializados pela Carnegie Mellon University e exigidos por muitos contratos do DOD e do Governo dos EUA, especialmente no desenvolvimento de software. A Carnegie Mellon University afirma que o CMMI pode ser utilizado para orientar a melhoria do processo através de um projeto, divisão, ou uma organização inteira. Segundo a metodologia do CMMI, os processos são classificados de acordo com os seus níveis de maturidade, que são definidos como: Inicial, Gerido, Definido, Gerido Quantitativamente, Optimizado. Atualmente, a versão do CMMI suportada é a 1.3. O CMMI está registado no U.S. Patent and Trademark Office pela Carnegie Mellon University.
Três constelações de CMMI são:
- Desenvolvimento de produtos e serviços (CMMI para o Desenvolvimento)
- Estabelecimento, gestão e entrega de serviços (CMMI for Services)
- Aquisição de produtos e serviços (CMMI para Aquisição).

O CMMI Versão 1.3 foi lançado em 1 de novembro de 2010. Esta versão é notável porque atualiza os três modelos CMMI (CMMI para o Desenvolvimento, CMMI para os Serviços, e CMMI para a Aquisição) para os tornar consistentes e melhorar as suas práticas de alta maturidade. A equipe de produtos do CMMI analisou mais de 1.150 pedidos de alteração dos modelos e 850 para o método de avaliação.
Como parte da sua missão de transição de tecnologia madura para a comunidade de software, a SEI transferiu produtos e atividades relacionadas com o CMMI para o Instituto CMMI, uma subsidiária 100% controlada da Carnegie Innovations, empresa de comercialização de tecnologia da Universidade Carnegie Mellon.

## Outras informações da gestão de qualidade
- VDA: Organização desenvolvida para a indústria automobilística alemã
- AVSQ: Organização desenvolvida para a indústria automobilística italiana
- EAQF: Organização desenvolvida para a indústria automobilística francesa
- QS-9000: Padrão desenvolvido para a indústria automobilística dos EUA QS9000
- Padrão ISO 19011 desenvolvido para auditoria de um sistema de gestão (internacional)
- AS9100 - Sistema de gerenciamento de qualidade para a indústria aeroespacial AS9100

### Prêmios
- EFQM Excellence Award (Anteriormente, European Quality-Award:

Prémio Europeu para a Gestão de Qualidade Total e excelência organizacional que tem sido apresentada desde 1991 pela Fundação Europeia para a Gestão de Qualidade (EFQM). www.efqm.org Prémios semelhantes são apresentados pelas organizações parceiras nacionais da EFQM em toda a Europa. Por exemplo, no Reino Unido, a British Quality Foundation (BQF) gere os Prémios de Excelência britânicos. Estes prémios são baseados no Modelo de Excelência da EFQM, uma estrutura organizacional. 
- Deming-Award: Prêmio Japonês de Gestão de Qualidade desde 1951.
- Prêmio Nacional de Qualidade Malcolm Baldrige: ·     Prêmio Americano de Excelência de Desempenho criado em 1987.

### Certificação
Desde 1995, a Sociedade Americana para a Qualidade tem oferecido um Certificado de Gestão de Qualidade/ Excelência Organizacional (CMQ/OE). Este era conhecido até 2005 como certificado de Gestão de Qualidade (Certified Quality Manager - CQM). 

## Software de gestão de qualidade
Software de Gestão de Qualidade é uma categoria de tecnologias usadas pelas organizações para gerenciar a entrega de produtos de alta qualidade. As soluções variam em funcionalidade, entretanto, com o uso de recursos de automação eles normalmente têm componentes para gerenciar os riscos internos e externos, conformidade e a qualidade de processos e produtos. As soluções pré configuradas e específicas da indústria estão disponíveis e geralmente requerem integração com aplicativos de arquitetura de TI existentes, como ERP, SCM, CRM, e PLM.
Funcionalidades do software de gestão de qualidade
- Não Conformidades / Ação Corretiva e Preventiva
- Gestão de conformidade / auditoria
- Gestão de Qualidade do Fornecedor
- Gerenciamento de riscos
- Controle Estatístico de Processo
- Modo de falha e análise de efeitos
- Tratamento de reclamações
- Planejamento Avançado da Qualidade do Produto
- Meio ambiente, Saúde e Segurança
- Análise de Perigos e Pontos Críticos de Controle
- Processo de Aprovação Parcial de Produção

Software de gestão de qualidade empresarial
A interseção da tecnologia e software de gestão de qualidade levou ao surgimento de uma nova categoria de software: Software de Gestão de Qualidade Empresarial (EQMS). EQMS é uma plataforma para comunicação multifuncional e colaboração que centraliza, padroniza e otimiza os dados de gestão de qualidade de toda a cadeia de valor. O software divide silos funcionais criados por soluções direcionadas e autônomas tradicionalmente implantadas. Apoiar a proliferação e acessibilidade de informações nas atividades de supply chain, design, produção, distribuição e serviço, proporciona uma visão holística da gestão de qualidade dos produtos e processos.

## Termos de qualidade
- A Melhoria da Qualidade pode ser distinguida do Controle de Qualidade na medida em que a Melhoria da Qualidade é a mudança propositada de um processo para melhorar a fiabilidade da obtenção de um resultado.
- O Controle de Qualidade é o esforço contínuo de manter a integridade de um processo para manter a fiabilidade de se alcançar um resultado.
- A Garantia de Qualidade são as ações planeadas ou sistemáticas necessárias para proporcionar a confiança suficiente de que um produto ou serviço irá satisfazer os requisitos determinados.